# Градиска-д’Изонцо
Гради́ска-д’Изо́нцо (итал. Gradisca d'Isonzo) — коммуна в Италии, располагается в регионе Фриули-Венеция-Джулия, в провинции Гориция.
Население коммуны составляет, на 01.01.2023 года, 6 430 человек, плотность населения составляет 573,08 чел./км². Занимает площадь 11,22 км². Почтовый индекс — 34072. Телефонный код — 0481.
Покровителями коммуны почитаются святые апостолы Пётр и Павел из Тарса, празднование 29 июня.

## История
До 1918 года в составе Австро-Венгрии, в Австрийском Приморье, в окняженном графстве Гёрц и Градишка, на реке Соче (Isonzo, словенск. «Soča»). Лежит в прекрасно обработанной местности. Жителей более 1,5 тыс. В окрестностях выделка наждака и кофейных суррогатов, шелкопрядильная фабрика, кожевенный завод. Градишка первоначально была укреплением. В конце XV столетия венецианцы подняли её значение на счёт соседней Горицы; в их руках она превратилась в сильную крепость, и её окрестности стали быстро заселяться колонистами. По договорам 1516 и 1521 годов Венеция уступила Градишку Австрии. Под властью Габсбургов Градишка была резиденцией одного из восьми капитанств австрийского Приморья. В 1616—1617 годах Градишка была центром войны Австрии с Венецией. В 1647 году Градишка была отдана в лен Гансу Антону фон Эггенбергу в качестве «окняженного графства». Когда пресёкся род князей Эггенбергов (1717), Градишка снова отошла к императору. В 1754 году Градишка была соединена с графством Горица. В 1809 году Градишка как часть департамента Иллирии присоединяется к империи Наполеона, а в 1813 году снова перешла во власть Австрии.